# Unterampfrach

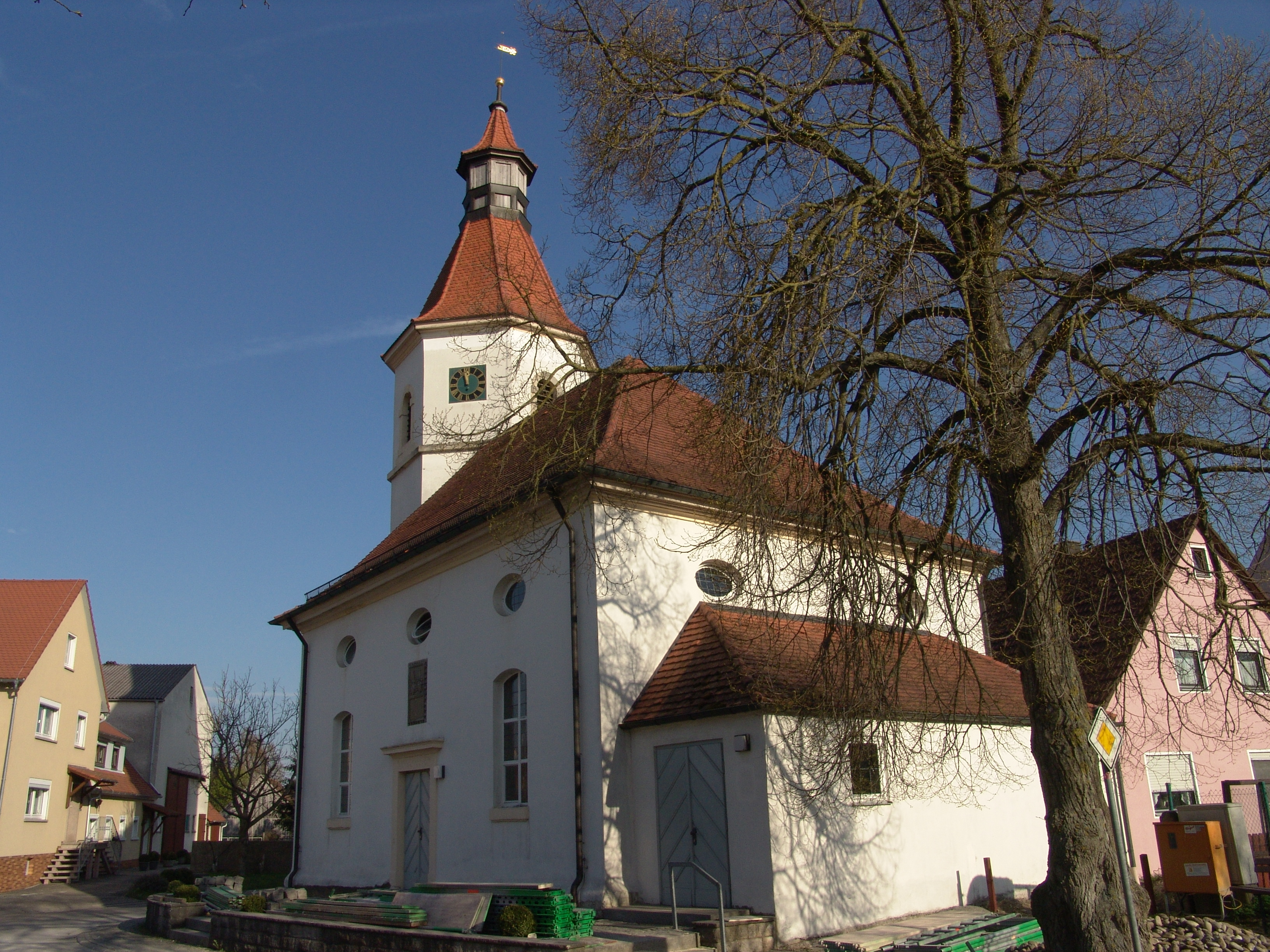
St. Sebastian und St. Veit

Unterampfrach ist ein Gemeindeteil der Gemeinde Schnelldorf im Landkreis Ansbach (Mittelfranken, Bayern). Zum Gemeindeteil zählen die Einöden Belznershof und Jakobsmühle. Die Gemarkung Unterampfrach hat eine Fläche von 9,237 km². Sie ist in 926 Flurstücke aufgeteilt, die eine durchschnittliche Fläche von 9975,16 m² haben. In ihr liegen neben dem namensgebenden Ort die Gemeindeteile Hilpertsweiler und Stollenhof.

## Geografie
Das Pfarrdorf liegt an der Ampfrach, einem rechter Zufluss der Wörnitz. Im Südosten grenzt das Rotfeld an. 1 km nördlich befindet sich der Bergmann (530 m ü. NHN), der eine Erhebung der Schnelldorfer Hardt ist, die Teil der Frankenhöhe ist.
Die Staatsstraße 2222 führt nach Bergnerzell (2,3 km östlich) bzw. an Oberampfrach vorbei nach Schnelldorf (4 km westlich). Die Kreisstraße AN 38 führt nach Haundorf (1,8 km südlich). Gemeindeverbindungsstraßen führen nach Ransbach a.d.Holzecke (2 km westlich), nach Stollenhof (1,5 km westlich), nach Hilpertsweiler zur Staatsstraße 1066 (1,8 km südöstlich) und nach Ungetsheim zur AN 5 (2,5 km nordöstlich).

## Geschichte
Erstmals urkundlich erwähnt wurde der Ort am 22. Oktober 1299. Lupold II. von Weiltingen gab seiner Ehefrau Margarete Hakke von Wellstein als Entschädigung die Dörfer Unter- und Oberampfrach. Zuvor hatte er Güter, die ihr ursprünglich gehörten, an das Frauenkloster Kirchheim verkauft.
Unterampfrach lag im Fraischbezirk des ansbachischen Oberamtes Feuchtwangen. Im Jahre 1732 bestand der Ort aus 59 Anwesen mit 62 Mannschaften und 1 Pfarrhaus, 1 Schulhaus, 1 Gericht aus 12 Schöffen. Die Dorf- und Gemeindeherrschaft hatte das Vogtamt Ampfrach inne. Grundherren waren Vogtamt Ampfrach (1 Amtshof, 2 Höfe, 6 Halbhöfe, 2 Güter mit Tafernwirtschaften mit Backrecht, 2 Güter mit Backrecht, 1 Gut mit Badstube, 1 Gut mit Wirtschaft, 1 Gut mit Schmiede, 3 Güter mit doppelter Mannschaft, 16 Güter, 1 Häuslein mit Schmiede, 9 Häuslein), das Stiftsverwalteramt Feuchtwangen (2 Güter, 2 Häuslein) und das Kastenamt Feuchtwangen (1 Hof, 1 Gütlein, 6 Häuser). 1 Mühle und 1 Gut waren ein Freieigen. An diesen Verhältnissen änderte sich bis zum Ende des Alten Reiches nichts. Von 1797 bis 1808 unterstand der Ort dem Justiz- und Kammeramt Feuchtwangen.
Im Jahre 1806 kam Unterampfrach an das Königreich Bayern. Mit dem Gemeindeedikt (frühes 19. Jahrhundert) wurde der Steuerdistrikt Unterampfrach gebildet. Zu diesem gehörten Altersberg, Gumpenweiler, Haundorf, Holdermühle, Jakobsmühle, Jockenmühle, Ransbach an der Holzecke und Stollenhof. Wenig später entstand die Ruralgemeinde UnterampfraCH mit den Orten Hilpertsweiler, Jakobsmühle und Stollenhof. Sie war in Verwaltung und Gerichtsbarkeit dem Landgericht Feuchtwangen und in der Finanzverwaltung dem Rentamt Feuchtwangen zugeordnet (1919 in Finanzamt Feuchtwangen umbenannt). Ab 1862 gehörte Unterampfrach zum Bezirksamt Feuchtwangen (1939 in Landkreis Feuchtwangen umbenannt) und von 1943 bis 1973 zum Finanzamt Dinkelsbühl, seit 1973 zum Finanzamt Ansbach. Die Gemeinde hatte 1964 eine Gebietsfläche von 8,738 km². Im Zuge der Gebietsreform in Bayern wurde diese am 1. Januar 1972 nach Schnelldorf eingemeindet.

### Baudenkmäler
In Unterampfrach gibt es drei Baudenkmäler:
- Seinsheimerstraße 6: evang.-luth. Kirche St. Sebastian: frühneuzeitliche Chorturmkirche mit achtwinkeligem Turm und Langhaus mit abgewalmtem Satteldach, von Hans Wolspanger, 1578, 1722 erweitert; mit Ausstattung
- Seinsheimerstraße 9: ehem. Austragshaus, eineinhalbgeschossiger Kleinbau mit Satteldach, Zwerchhaus und Fachwerk-Halbgeschoss, um 1900
- Seinsheimerstraße 11: ehem. Gasthaus, dann Schmiede, zweigeschossiges Wohnstallhaus mit Krüppelwalmdach, korbbogigem Mitteltor und Querhaus, dendrologisch datiert um 1450, 1773 und 1827; Scheune, massiver Satteldachbau, 18. Jahrhundert.

ehemaliges Baudenkmal
- Haundorfer Straße 4: ehem. Sölde, erdgeschossiger Einfirsthof mit Satteldach, Fachwerk, spätes 18. Jahrhundert.

### Bodendenkmäler
- Am Ortsrand von Unterampfrach nahe der Straße Zur Dorfmühle ist der Burgstall einer mittelalterlichen Burg Bodendenkmal. Der rechte Teilungszweig Katzenbach durchfließt das Terrain, in dem wassergefüllte Gräben im Viereck wohl die Kontur der ehemaligen Verteidigungsanlage anzeigen.[15]

### Einwohnerentwicklung
Gemeinde Unterampfrach
| Jahr      | 1818  | 1840   | 1852   | 1855   | 1861   | 1867   | 1871   | 1875   | 1880   | 1885   | 1890   | 1895   | 1900   | 1905   | 1910   | 1919   | 1925   | 1933   | 1939   | 1946   | 1950   | 1952   | 1961   | 1970   |
| Einwohner | 463   | 579    | 653    | 620    | 668    | 670    | 680    | 689    | 744    | 761    | 728    | 703    | 642    | 607    | 599    | 653    | 589    | 590    | 537    | 729    | 703    | 624    | 502    | 517    |
| Häuser    | 93    | 96     |        |        |        |        | 123    |        |        | 135    | 135    |        | 131    |        |        |        | 125    |        |        |        | 121    |        | 120    |        |
| Quelle    | [ 9 ] | [ 11 ] | [ 17 ] | [ 17 ] | [ 18 ] | [ 19 ] | [ 20 ] | [ 21 ] | [ 22 ] | [ 23 ] | [ 24 ] | [ 17 ] | [ 25 ] | [ 17 ] | [ 26 ] | [ 17 ] | [ 27 ] | [ 17 ] | [ 17 ] | [ 17 ] | [ 28 ] | [ 17 ] | [ 12 ] | [ 29 ] |

Ort Unterampfrach
| Jahr      | 001818 | 001840 | 001861 | 001871 | 001885 | 001900 | 001925 | 001950 | 001961 | 001970 | 001987 | 001993 | 002002 |
| Einwohner | 396    | 516    | 596    | 611    | 676    | 584    | 521    | 626    | 445    | 467    | 436    | 454    | 504    |
| Häuser    | 82     | 85     |        |        | 123    | 122    | 115    | 110    | 110    |        | 126    |        |        |
| Quelle    | [ 9 ]  | [ 11 ] | [ 18 ] | [ 20 ] | [ 23 ] | [ 25 ] | [ 27 ] | [ 28 ] | [ 12 ] | [ 29 ] | [ 30 ] |        |        |

## Religion
Der Ort ist Sitz der Pfarrei St. Sebastian und St. Veit und seit der Reformation evangelisch-lutherisch geprägt. Die Einwohner römisch-katholischer Konfession sind nach St. Ulrich und Afra (Feuchtwangen) gepfarrt.